# دورا ناسيمنتو
دورا ناسيمنتو هو سياسية برازيلية. كانت نائبة حاكم أمابا في البرازيل. وهي أيضًا جغرافيّة.